# Gruppendynamisches Training
Gruppendynamische Trainings sind eine Teildisziplin der Gruppendynamik und eine Sonderform von Gruppenarbeit. Als Übungsraum für soziale Gruppenprozesse dienen sie dem Ziel, das soziale Geschehen in Gruppen durch Selbsterfahrung und Gruppenerfahrung kennenzulernen und sich in der Gestaltung von Verständigungsprozessen in Gruppen zu üben.

## Ziele
Im Mittelpunkt des Gruppendynamischen Trainings steht das Erleben im sog. "Hier und Jetzt". Das bedeutet, dass die Aufmerksamkeit der Beteiligten nicht auf Sachverhalte (Sachebene) gerichtet ist, sondern auf das persönliche Erleben der Beziehungen und der Gefühle in der Gruppe (Beziehungsebene).

## Leitung
Geleitet wird ein solches Training durch speziell ausgebildete „Trainer für Gruppendynamik“ (Gruppendynamiker). Sie arbeiten meist als Team. Sie schaffen nur so viel Ordnung und geben nur so viel Struktur vor wie unbedingt erforderlich ist. Sie schaffen für die Teilnehmer möglichst viel Raum für freies Handeln und Ausprobieren. Die Gruppe muss selbst herausfinden, wer welche Aufgabe übernehmen kann (Gruppenrollen) und was erlaubt und was verboten ist (Gruppenregeln).
Es liegt in der Verantwortung der Teilnehmer, Ziele zu bestimmen und gemeinsam handlungsfähig zu werden. Die Teilnehmer sollen ihre eigene Ordnung schaffen, die sie benötigen, um sich wohlzufühlen und um arbeitsfähig zu sein. Arbeitsfähig sind die Gruppenmitglieder immer dann, wenn es ihnen gelingt, die Situation in der Gruppe selbständig zu klären und zu verbessern.
Dabei werden sie durch die Trainer beraten und unterstützt, aber nicht angeleitet.
Der Begründer der Gruppendynamik als Forschungs- und Trainingsform, Kurt Lewin, hat diese Arbeitsweise mit der Anweisung beschrieben "Go with the flow of the group!" Damit wollte er sagen: Die Gruppe selbst soll den ihr eigenen Weg ihrer Entwicklung finden! Es soll also keinen Leiter oder keinen Plan geben, der der Gruppe den Weg ihrer Entwicklung vorgibt. Diese Aufgabe soll sie selbst lösen.
Außerdem wollte er damit sagen: Wenn alle Gruppenmitglieder gut miteinander verbunden sind, "aneinander angeschlossen sind", wie der Gruppendynamiker sagt, dann kann sich die Gruppe als eine Einheit entwickeln, d. h. arbeitsfähig werden und optimal funktionieren.

## Methoden
Typische Techniken und Arbeitsmethoden, die im Gruppendynamischen Training zur Anwendung kommen, sind
- das Feedback-Prinzip
- die Konfliktbearbeitung in der Gruppe
- die gruppendynamische Übung
- die Situationsanalyse
- die Prozessanalyse
- die Soziometrie
- und Theorie-Inputs.

## Komplexität in Gruppen wahrnehmen
Die gewollte Unklarheit löst bei allen Beteiligten besonders am Anfang eines Gruppendynamischen Trainings Unsicherheit und Unwohlsein aus. Jeder versucht aktiv oder passiv herauszufinden, wie die Gruppe "funktioniert". Jeder beobachtet sich und die anderen und macht sich "seine Gedanken" über das Verhalten der Einzelnen oder versucht, sich zu verständigen und eine Orientierung zu finden. Das macht die Lage zunächst für alle Beteiligten unübersichtlich und kompliziert.
Im normalen Leben werden diese Entwicklungen unreflektiert als unproduktiv und chaotisch wahrgenommen. Wenn sich die Mitglieder einer Gruppe nicht ausreichend über Regeln und Normen verständigt haben, kann dies von den Mitgliedern als unangenehm erlebt werden. Die einsetzenden Rangeleien und Konflikte werden dann häufig auch als „Gruppendynamik“ bezeichnet. Darum hat das Wort Gruppendynamik in der Alltagssprache eher einen negativen Beigeschmack.
Das Gruppendynamische Training lässt also bewusst eine Bedrohung durch Unübersichtlichkeit oder Komplexität zu, die ein alltägliches Gruppenleben sehr belasten würde, und die ja auch tatsächlich am Arbeitsplatz, in Freizeitgruppen und auch in der Politik oft das Vorankommen behindert. Im Training können die Teilnehmer am Beispiel der eigenen Gruppe herausfinden, wodurch ihre Arbeitsfähigkeit behindert wird und was man unternehmen kann, um dies zu ändern.
Dabei gilt: je mehr es gelingt, das herrschende Verhalten und die Stimmung in der Gruppe überzeugend und anschaulich zu beschreiben, also "auf einen Begriff zu bringen", desto besser können sich die Beteiligten über mögliche und notwendige Veränderungen in der Gruppe einigen und diese miteinander verwirklichen.

## Sich persönlich beteiligen
Es ist selbstverständlich, dass sich eine solche Gemeinsamkeit nur dann entwickeln kann, wenn alle Beteiligten ihre Empfindungen und Meinungen deutlich aussprechen können und ihnen wirklich zugehört wird. Dabei können bewährte Regeln hilfreich sein ("Zuhören", "Ausreden lassen" etc.). Letztlich kommt es aber nicht auf "ordentliches Verhalten" an, sondern auf "Deutlichkeit".
Nur wenn in der Gruppe sehr klar und deutlich ist,
- wo der einzelne steht,
- was er empfindet,
- was er will und was er nicht will,
- was und wen er unterstützt und wen und was nicht,

nur dann, wenn mit Zustimmungen und Ablehnungen "nicht hinter dem Berg gehalten wird", kann sich die Gruppe verständigen und weiterentwickeln, also ihren eigenen Weg gehen (Selbststeuerung).

## Den Gruppenprozess mitgestalten
Im Gruppendynamischen Training lernen die Teilnehmer seitdem durch einen ständigen Wechsel von Tun und Innehalten, von Handeln und Nachdenken, ihre eigenen Stärken und Schwächen sowie ihre sog. "Blinden Flecken" im Umgang mit anderen kennen. Zugleich entdecken sie Wege und Möglichkeiten, sich in Gruppen aktiv zu beteiligen und Gruppen in ihrer Entwicklung positiv zu beeinflussen und Gruppenprozess mitzugestalten.

## Geschichte
Das Gruppendynamische Training ist unter dem Begriff Gruppendynamisches Laboratorium oder T-Gruppe im Jahr 1947 in den USA an den National Training Laboratories entwickelt worden. Im Rahmen der Ausbildung von Mitarbeitern einer staatlichen Agentur zur Bekämpfung von rassistischen und religiösen Vorurteilen sollte das Verhalten der Teilnehmer im Seminarunterricht wissenschaftlich untersucht werden. Man wollte so den Erfolg der Ausbildung überprüfen, in der die Teilnehmer lernen sollten, wie man mit Menschen umgeht und wie man das Verhalten von Menschen sinnvoll beeinflussen und verändern kann. Die Teilnehmer wurden dazu gebeten, Fragebögen auszufüllen und eine Forschergruppe um Kurt Lewin beobachtete die Teilnehmer und die Referenten während des Unterrichts.
Jeden Abend nach dem Seminar trafen sich die Forscher um ihre Beobachtungen auszutauschen. Einige Teilnehmer, die nicht nach Hause fahren konnten, baten darum, an diesen Sitzungen teilnehmen zu dürfen. Dort hörten sie dann, was die Beobachter entdeckt hatten und über das Verhalten der Teilnehmer dachten. Sofort entwickelte sich eine angeregte Diskussion mit den Forschern und untereinander, denn jeder hatte den Unterricht etwas anders erlebt und das Verhalten der Beteiligten anders bewertet.
Bald nahmen alle Teilnehmer und Lehrer an diesen Sitzungen teil und sie wurden zum wichtigsten Baustein der Ausbildung, weil hier jeder am eigenen Beispiel, an sich selbst, den anderen und der Seminargruppe erleben und erlernen konnte, wie sich Menschen verhalten und verändern, wenn sie mit anderen Menschen länger zusammen sind. (Vgl. Marrow: Kurt Lewin – Leben und Werk. Stuttgart: Klett 1977, S. 228 ff.)
Damit war das Feedback-Prinzip in seiner Bedeutung für soziales Lernen entdeckt worden. Von hier aus entwickelte sich die sog. Trainings-Gruppe als Kernstück Gruppendynamischer Trainings weiter.